# 1,4-二硫杂环己烷
1,4-二硫杂环己烷（1,4-二硫六环）是一种有机硫化合物，化学式为C4H8S2，它是二硫杂环己烷三种同分异构体之一。它可由乙二硫醇和1,2-二氯乙烷反应制得。它可以和Ag(I)形成配位聚合物，如{Ag(C4H8S2)X}∞和{Ag2(C4H8S2)3X2}∞（X为一价阴离子）。